# Palacio de Elisabethenburg
El palacio de Elisabethenburg (en alemán: Schloss Elisabethenburg) es un palacio barroco localizado en el extremo noroeste de Meiningen, Alemania. Hasta 1918 fue la residencia de los duques de Sajonia-Meiningen. El palacio alberga ahora el museo de Meiningen, así como los archivos de Max Reger, los Archivos del Estado de Turingia, la escuela de música Max Reger, la sala de conciertos Johannes Brahms, un restaurante, un café en la torre, una sala de ceremonias del Concejo Municipal de Meiningen y una oficina del registro civil.

## Historia

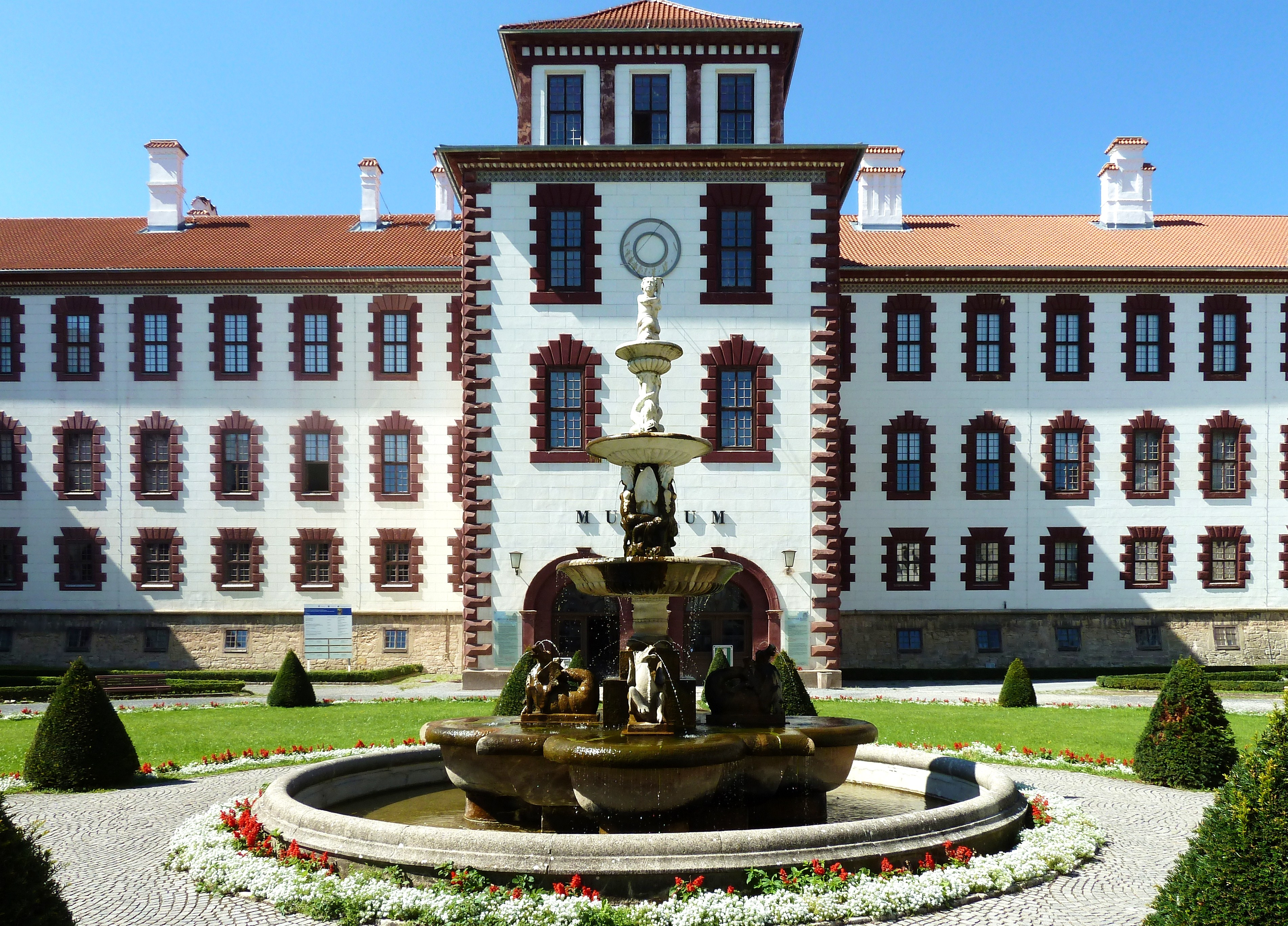
La entrada principal del Palacio de Elisabethenburg.

El palacio fue construido por Bernardo I, el primer duque de Sajonia-Meiningen, entre 1682 y 1692 en el lugar de un castillo del gótico tardío construido en 1511, parte del cual fue incorporado en el ala norte del presente edificio. El nuevo palacio tenía tres alas y una torre central que forman una "E" visto desde arriba. Después, esto fue interpretado como referencia al nombre de la segunda mujer del duque, Elisabeth Eleonor de Brunswick-Wolfenbüttel, dando así al palacio el nombre actual. 
Este edificio fue remodelado en el siglo XIX y se le añadió un foso seco. El contorno muy rústico de las ventanas, que ahora dominan la fachada, fue agregado en 1845. Originalmente, las ventanas tenían marcos simples de forma rectangular hechos de arenisca. En 1918 fue añadida una nueva fuente de mármol italiana. La decoración interior representa una gama de estilos arquitectónicos, empezando por los frescos barrocos encargados por Bernardo I pasando por el Rococó y el estilo Imperio del siglo XIX.
El palacio y la orquesta de la corte han sido asociados con muchos músicos famosos, particularmente con Hans von Bülow, Max Reger y Johannes Brahms, quien fue un invitado frecuente. Los archivos de música contienen una gran colección de partituras autógrafas, incluyendo muchas de Bach, así como una colección de instrumentos musicales históricos. El palacio tiene también una gran biblioteca de la corte, que fue regularmente utilizada por Friedrich Schiller durante su estancia en la región.